# Moratalla Club de Fútbol
El Moratalla Club de Fútbol fue un equipo de fútbol español de la localidad de Moratalla, en la Región de Murcia. Se funda en 1976 y desaparece en 2011, jugaba los partidos como local en el Estadio Casa Felipe, con capacidad para 3.000 espectadores.

## Historia
Se funda en 1976 como Club de Fútbol Juventud Moratallera y viste totalmente de blanco. Participa en Segunda Regional y juega en el Campo de La Alzabara. En la temporada 78/79 cambia su nombre a Moratalla Club de Fútbol. Asciende a Primera Regional al término de la edición 80/81. 
En la temporada 86/87 asciende a Regional Preferente después de ser subcampeón tras el C.D. Barea, de Vera (Almería). Este ascenso aumenta la afición por el fútbol y el recinto se queda pequeño pensándose en su ampliación, es en este momento cuando se emprenden las obras de construcción del campo de fútbol Casa Felipe, estrenado en 1988. En la campaña 88/89 con Esteban García López en la presidencia y Roque Moya en el banquillo se asciende a Tercera División, estrenándose en Categoría Nacional en la temporada 89/90 con un vigésimo puesto que le hace ser colista y descender a Preferente con tan sólo dos victorias.
Los años noventa no empiezan demasiado bien y en la campaña 91/92 encadena un nuevo descenso, en esta ocasión a Primera Regional, una categoría de la que no será capaz de salir y que causará que el club se retire de la competición, no disputando la edición 92/93. En la temporada 93/94 compite en Primera Regional, volviendo a estar ausente en la sesión siguiente 94/95. En la campaña 95/96 regresa en la misma categoría, siendo su última aparición hasta el cambio de siglo.
Los años 2000 traen suerte a la entidad moratallera, pues llegarán los grandes éxitos de un club que experimentará grandes cambios. De regreso a la competición, en la edición 00/01 el Moratalla C.F. empieza en Primera Regional, consiguiendo el  ascenso en la campaña 02/03 a Preferente, aunque su estancia es breve al acabar decimoctavo. Con la contratación del técnico Andrés Llorente se consigue retornar de inmediato a Preferente en la edición 04/05, encadenando acto seguido un nuevo ascenso que le posibilita reencontrarse con la Tercera División tras quince años de ausencia.
El año 2006 trae el cambio de indumentaria, pasando a ser camiseta roja y pantalón blanco.
En 2008-09, el club hizo su única presencia en los playoffs de ascenso a Segunda B, siendo eliminado por el CD Alcalá por 0-2 en el global. Sin embargo, después de que el Lorca Deportiva CF descendiera por falta de pago a sus jugadores, Moratalla ocupó su plaza, haciendo su primera aparición en la categoría el 30 de agosto de 2009, en una derrota fuera de casa por 0-2 contra el Real Murcia Imperial, y finalmente acaba en decimoséptima plaza descendiendo.
El equipo desapareció tras la temporada 2010-11 por problemas económicos, y su lugar en la categoría fue comprado por un club de reciente fundación, el FC Jumilla.

## Temporada a temporada
| Temporada | División         | Posición |
| --------- | ---------------- | -------- |
| 1976/77   | Segunda Regional | 14.º     |
| 1977/78   | Segunda Regional | 8.º      |
| 1978/79   | Segunda Regional | 8.º      |
| 1979/80   | Segunda Regional | 9.º      |
| 1980/81   | Segunda Regional | 1.º      |
| 1981/82   | Primera Regional | 7.º      |
| 1982/83   | Primera Regional | 8.º      |
| 1983/84   | Primera Regional | 6.º      |
| 1984/85   | Primera Regional | 10.º     |
| 1985/86   | Primera Regional | 11.º     |
| 1986/87   | Primera Regional | 2.º      |
| 1987/88   | Preferente       | 8.º      |
| 1988/89   | Preferente       | 2.º      |
| 1989/90   | Tercera          | 20.º     |
| 1990/91   | Preferente       | 10.º     |

| Temporada | División         | Posición |  |
| 1991/92   | Preferente       | 20.º     |  |
| 1992/93   | Segunda Regional | 7.º      |  |
| 1993/94   | Primera Regional | 10.º     |  |
| 1995/96   | Primera Regional | 8.º      |  |
| 2000/01   | Primera Regional | 9.º      |  |
| 2001/02   | Primera Regional | 5.º      |  |
| 2002/03   | Preferente       | 18.º     |  |
| 2003/04   | Primera Regional | 3.º      |  |
| 2004/05   | Preferente       | 4.º      |  |
| 2005/06   | Tercera          | 17.º     |  |
| 2006/07   | Tercera          | 10.º     |  |
| 2007/08   | Tercera          | 9.º      |  |
| 2008/09   | Tercera          | 2.º      |  |
| 2009/10   | Segunda B        | 17.º     |  |
| 2010/11   | Tercera          | 15.º     |  |

## Datos de club
- Temporadas en Segunda División B: 1
- Temporadas en Tercera División: 6
- Temporadas en Preferente: 6
- Temporadas en Primera Regional: 11
- Temporadas en Segunda Regional: 6